# Ewell
Ewell è una cittadina di 39 994 abitanti, che appartiene al borough di Epsom and Ewell del Surrey, in Inghilterra. Si trova in prossimità dei limiti meridionali della Grande Londra (a 22 km e mezzo da Charing Cross) e forma parte del suburbio della città, pur conservando un carattere rurale.

## Geografia fisica
L'abitato si trova tra i suoli gessosi dei North Downs, a sud, e quelli argillosi del bacino di Londra, a nord.
Vi si trova la sorgente del fiume Hogsmill, un affluente del Tamigi.
Il toponimo deriva dal termine antico inglese æwell, che significa "sorgente".

## Storia
Il territorio ebbe una frequentazione nell'età del bronzo, testimoniata dai ritrovamenti archeologici. Probabilmente la sorgente era già considerata un luogo sacro quando i Romani vi arrivarono.
L'insediamento sorse sul percorso della via romana nota come Stane Street, tra Londinium (Londra) e Noviomagus Reginorum (Chichester), che deviava leggermente per passare dalla sorgente.
Con gli Anglosassoni fece parte della centena di Copthorne.
Il centro è citato nel Domesday Book del 1086 come Etwelle e i suoi pascoli furono possesso diretto di Guglielmo il Conquistatore.
Nel 1538 il re Enrico VIII fece costruire a nord-est dell'abitato il Nonsuch Palace, distrutto nel XVII secolo e di cui rimane solo il parco, utilizzato all'epoca per le battute di caccia del re.
Nel sottosuolo della cittadina si riporta l'esistenza di alcune gallerie, che sarebbero state scavate durante la guerra civile inglese del XVII secolo..
Lo sviluppo dell'area come espansione suburbana di Londra si ebbe a partire dagli anni trenta e quaranta, con case isolate, ma si è in seguito accentuato: oggi l'Hogsmill Open Space è l'unico resto del paesaggio rurale dell'anteguerra.

## Luoghi di interesse

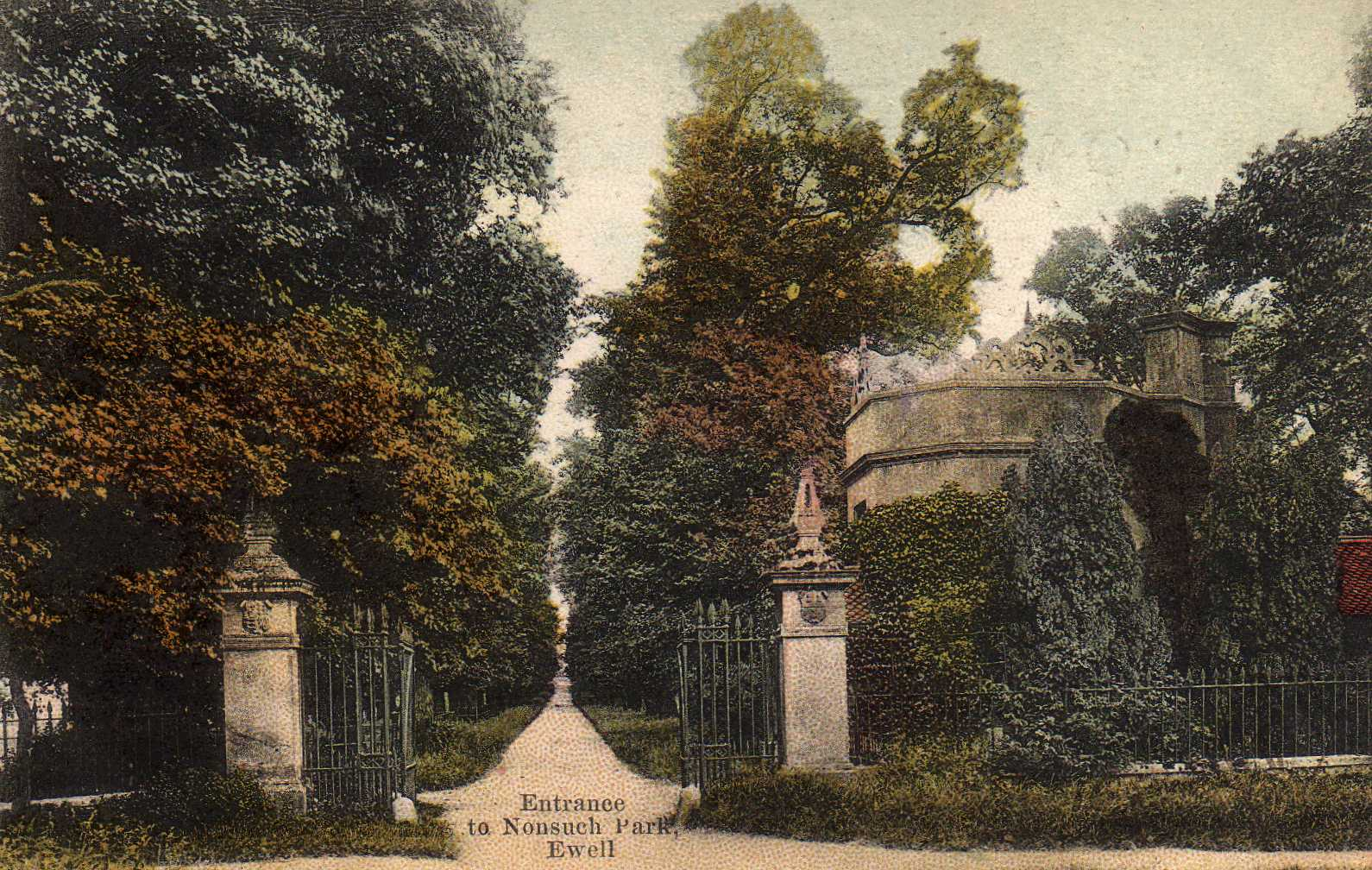
Nonsuch Park (circa 1905)

- Bourne Hall, al centro dell'abitato, fu in origine un'ampia residenza di campagna ("Garbrand Hall"). Si tratta di un'ampia struttura circolare di stile modernista con una cupola centrale in vetro, circondata da un parco pubblico. Ospita una biblioteca pubblica, un teatro sotterraneo e il locale museo.
- Chiesa parrocchiale di Santa Maria Vergine, opera dell'architetto Henry Clutton, consacrata nel 1848. Fino al 1889 ospitò un organo costruito da Henry Willis.

Ewell si trova sul percorso del sentiero "London Outer Orbital Path" o "LOOP", completato nel 2001, che circonda i sobborghi di Londra ("Outer London") con un percorso anulare di 240 km.

## Infrastrutture e trasporti
Ewell ospita due stazioni ferroviarie: quella di "Ewell West" sulla linea per la stazione londinese di Waterloo Station e per Dorking e Guildford, e quella di "Ewell East", sulla linea per la Victoria Station e per Horsham.
Vi passa la strada A24, tra Clapham e Worthing.
Diverse linee di autobus suburbane hanno fermate ad Ewell.